# Курфирстен
Курфирстен (нем. Churfirsten) — горный хребет в кантоне Санкт-Галлен в Швейцарии. Образует естественную границу между избирательными округами Тоггенбург и Зарганзерланд.
Курфирстен является наиболее южной частью Аппенцелльских Альп. От Гларнских Альп хребет отделен озером Валензе. Горы Курфирстен протянулись с востока на запад. Состоят из известняка, вследствие эрозии образовалось несколько отдельных пиков. С южной стороны хребет очерчен более резко, вероятно, вследствие воздействия Рейнского ледника.
Пики хребта образовывали историческую границу епископства Кур.
Семь пиков с запада на восток:
- Зелун (нем. Selun), 2205 м
- Фрюмзель (нем. Frümsel), 2263 м
- Бризи (нем. Brisi), 2279 м
- Цюштолль (нем. Zuestoll), 2235 м
- Шибенштолль (нем. Schibenstoll), 2234 м
- Хинтерругг (нем. Hinterrugg), 2306 м
- Кезерругг (нем. Chäserrugg), 2262 м.

Иногда Кезерругг считают частью пика Хинтеругг, поскольку относительная высота вершины первого составляет только 14 м. К западу и востоку от перечисленных пиков расположены пики меньших высот. К западу от Зелуна находятся горы Варт (нем. Wart, 2068 м), Шерен (нем. Schären, 2184 м), Негелиберг (нем. Nägeliberg, 2153 м), Глаттхамм (нем. Glattchamm, 2084 м), Лайстхамм (нем. Leistchamm, 2101 м). К востоку от Кезерругга расположены пики Тристенкольбен (нем. Tristenkolben, 2159 м), Гамзерругг (нем. Gamserrugg, 2076 м).